# 滑動軸承
滑動軸承（sliding bearing），軸與軸承間的相對運動為滑動的軸承，稱之為滑動軸承。

## 组成
滑动轴承由轴承座和轴瓦/轴套组成。

## 材料
滑动轴承的材料有金属-高分子复合材料(MPC)、Teflon(铁氟龙)纤维等。

## 特点
与滚动轴承相比，滑动轴承的
- 優點為：拆卸方便、構造簡單、運轉安靜、能承受中大的衝擊負荷。
- 缺點為：容易磨損、不易潤滑與散熱、功的損失較大。

## 润滑
滑动轴承可以采用油润滑、脂润滑、水润滑等方式。
滑动轴承用润滑脂的选择： 
- 载荷＜1MPa，轴颈圆周速度1m/s以下，最高工作温度75℃，选用3号钙基脂；
- 载荷1-6.5MPa，轴颈圆周速度0.5-5m/s，最高工作温度55℃，选用2号钙基脂；
- 载荷＞6.5MPa，轴颈圆周速度0.5m/s以下，最高工作温度75℃，选用3号钙基脂；
- 载荷＜6.5MPa，轴颈圆周速度0.5-5m/s，最高工作温度120℃， 选用2号锂基脂；
- 载荷＞6.5MPa，轴颈圆周速度0.5m/s以下，最高工作温度110℃，选用2号钙-钠基脂；
- 载荷1-6.5MPa，轴颈圆周速度1m/s以下，最高工作温度50-100℃，选用2号锂基脂；
- 载荷＞5MPa 轴颈圆周速度0.5m/s，最高工作温度60℃，选用2号压延机脂；
- 在潮湿环境下，温度在75-120℃的条件下，应考虑用钙-钠基脂润滑脂。在潮湿环境下，工作温度在75℃以下，没有3号钙基脂，也可用铝基脂。工作温度在110-120℃时，可用锂基脂或钡基脂。集中润滑时，稠度要小些。

## 相關
- 軸承
- 轴套
- 機械設計